# Karmen Stavec
Karmen Stavec (nacida el 21 de diciembre de 1973, Berlín Oeste) es una cantante de origen alemán, de padres eslovenos.

## Biografía
Karmen nació en Berlín Oeste, cuando éste todavía pertenecía a la República Federal Alemana, de padres eslovenos. Después de graduarse, ella emigra a Domžale (Eslovenia), donde entra a formar parte en el dúo "4 Fun". Ella empezó a estudiar Filología Alemana en la facultad de Filosofía de la Universidad de Liubliana. En 1998 empieza su carrera en solitario.
Ha participado cuatro veces en EMA, festival musical para la selección de la canción eslovena para el Festival de la Canción de Eurovisión. En 1998 a dúo con Patrik Greblo, cantó Kje Pesem Je Domaen, quedaron en la 7ª posición. En 2001, probó en solitario y cantó Ostani Tu (Quédate aquí), fue 3ª. Un año después, en 2002, canta Se in Se (Más y Más) y consigue una polémica 2ª posición, por detrás del trío travesti Sestre, el cual había obtenido menos puntos en el televoto. Tal polémica se generó en el país, que se daba por hecho que en 2003, ganaría, llevase lo que llevase, y así fue, presentó Lep Poletni Dan (Otra noche de verano) y ganó. 
Participó en Eurovisión 2003 y, pese a que durante los ensayos fue subiendo gradualmente en las apuestas y a cantar en última posición, no cumplió las expectativas y se tuvo que conformar con 7 puntos y una 23ª posición.